# Lars Lagerbäck
Lars Edvin Lagerbäck (Katrineholm, 16. srpnja 1948.) švedski je nogometni trener i bivši nogometaš. Trenutačno je bez kluba.
Nakon Eura 2004., postao je samostalnim trenerom švedske reprezentacije.
Prvi put se pridružio trenerskom osoblju državnog nogometnog predstavništva 1997. godine, kao pomoćnik Tommyju Söderbergu. Napredovao je do razine sutrenera 2000. godine.
Navedeni par je vodio Švedsku na nogometnom SP-u 2002. i na europskom prvenstvu 2004. godine.
Nakon potonjeg, Söderberg je napustio mjesto trenera švedskog seniorskog predstavništva, kako bi mogao preuzeti mjesto trenera švedskog "ispod 21" predstavništva.
Na Europskog prvenstva u 2016. je Lagerbäck napustio klupu islandske nogometne reprezentacije.
Početkom 2017. je Šveđanin postao izbornik treće skandinavijske reprezentacije u karijeri, Norveška.